# 이다지
이다지(1985년 3월 11일 ~ )는 대한민국의 역사 강사이다. 현재 메가스터디 소속으로 활동하고 있다.

## 같이 보기
- 메가스터디